# François Hédelin
François Hédelin, conhecido na literatura com o nome de abade de Aubignac (em francês: abbé d'Aubignac; Paris, 4 de agosto de 1604 — Nemours, 25 de julho de 1676) foi um dramaturgo e teórico francês do teatro.

## Biografia
Filho de Claude Hédelin, advogado no parlamento, e de Catherine Paré, filha do famoso cirurgião Ambroise Paré, François Hédelin foi inicialmente educado para seguir a profissão de seu pai. Após completar seus estudos, trabalhou como advogado em Nemours, onde seu pai tinha o cargo de tenente-general. Logo deixou de ser advogado para ingressar no sacerdócio e se tornou tutor do duque de Fronsac, sobrinho do cardeal de Richelieu.
Este patrocínio garantiu a Hédelin a abadia de Notre-Dame d'Aubignac (com cujo nome ficou conhecido), localizada em Parnac, na diocese de Bourges, e depois, a de Meymac (na diocese de Limoges). A morte do duque de Fronsac, em 1646, pôs fim às esperanças de futuras nomeações, e o abade de Aubignac retirou-se para Nemours, ocupando-se com a literatura até sua morte em 25 de julho de 1676.

## Querelas literárias
Hédelin dedicou-se à literatura, e esteve em contato com as mentes mais brilhantes de seu tempo. Escreveu alguns romances e tragédias (La Pucelle d'Orléans, Zénobie, Sainte Catherine, Erixène, Palène, Térence justifié). É conhecido principalmente por ter criado as três regras do teatro clássico, ou também chamadas de unidades aristotélicas, e por suas brigas com Pierre Corneille, a quem atacou as tragédias, e com Gilles Ménage. De ambos os lados, foram publicados epigramas e panfletos. Os epigramas se perderam; os panfletos ainda existem. Ele foi um dos primeiros a dizer que Homero é um personagem quimérico, introduzindo de fato a questão homérica na Europa moderna, e que os poemas atribuídos a ele são uma coleção de peças isoladas.
Contra Ménage, ele publicou: Térence justifié, ou deux Dissertations sur la troisième comédie de Térence, intitulée: Heautontimorumenos, contre les erreurs de M. Gilles Ménage, avocat au parlement, Paris, 1656. O livro contém a brochura publicada dezesseis anos antes, sob o título de Térence justifié, por ocasião de uma conversa entre Ménage e Hédelin. Este último, reivindicou ter sido o autor da ideia da Carte de tendre da obra Clélie de Mademoiselle de Scudéry, e depois de declarar ser um admirador de Corneille, se virou contra ele, por este ter deixado de mencionar o nome do abade em seu Discours sur le poème dramatique. Zénobie foi escrito com a intenção de proporcionar um modelo em que as regras estritas do drama, como entendido pelos teóricos, fossem observadas.
Na escolha dos temas para suas peças, ele parece ter sido guiado pelo desejo de ilustrar os vários tipos de tragédias - patriótica, antiga e religiosa. Os autores dramáticos que ele tinha o hábito de criticar não demoraram em aproveitar a oportunidade de retaliação oferecido pela produção destas peças medíocres.
É como teórico que Hédelin ainda é lembrado. Ficou provado que o crédito de ter sido o primeiro a reproduzir uma parte tão importante da história do teatro francês pertence a Jean Chapelain; mas as leis do método dramático e construção em geral foram codificadas por Hédelin em seu Pratique du théâtre. O livro só foi publicado em 1657, mas já tinha sido iniciado por solicitação de Richelieu, em 1640.
Suas Conjectures académiques sur l’Iliade d’Homère, que só foram publicadas depois de quase quarenta anos após sua morte, lançou dúvidas sobre a existência de Homero, e antecipou em certo sentido as conclusões de Friedrich August Wolf em seu Prolegomena ad Homerum (1795).
O conteúdo da Pratique du théâtre foi resumido por Ferdinand Brunetière em sua notificação de Aubignac na Grande Encyclopédie. Veja também George Saintsbury, A history of criticism and literary taste in Europe from the earliest texts to the present day, e Hippolyte Rigault, Histoire de la querelle des anciens et modernes (1859).

## Obras selecionadas
- Traité de la nature des Satyres, Brutes, Monstres et Démons, que alguns atribuem a um outro François Hédelin, 1627;
- la Pratique du Théâtre, 1657 ou 1669. Os exemplares destas duas datas são da mesma edição; reimpressa em 1715 em Amsterdã, 2 volumes. Esta edição contém o Discours de Gilles Ménage sur l'Heautontimorumenos, e o Térence justifié. D'Aubignac trabalhou até o fim de sua vida fazendo anotações em Pratique du Théâtre e acrescentou um capítulo inteiro sobre o discurso da piedade nas tragédias.
- Zénobie, tragédie en prose, 1647.
- Macarise, ou la Reine des îles Fortunées, 1664, 2 volumes.
- Histoire du temps, ou Relation du royaume de Coquetterie, 1654, 1655, 1659.
- Essais d'éloquence.
- Discours au roi, sur le rétablissement d'une seconde académie dans sa ville de Paris, 1664.
- Dissertation sur la condamnation des Théâtres, 1666
- Conjectures académiques sur l'Iliade, 1715.